# Восточная Лапландия
 Восточная Лапландия (до 1998 года экономический регион Северо-Восточная Лапландия) является одним из экономических регионов Финляндии. Он расположен на территории провинции Лапландия и включает пять муниципалитетов, его номер 194 в перечне местных административных единиц согласно европейскому стандарту территориального деления NUTS..

## Муниципалитеты
- Кемиярви
- Пелкосенниеми
- Посио
- Салла
- Савукоски

## Демографическое развитие
В таблице ниже показано демографическое развитие экономического региона, начиная с 1980 года с интервалом в пять лет.
| 1980   | 1985   | 1990   | 1995   | 2000   | 2005   | 2010   |
| ------ | ------ | ------ | ------ | ------ | ------ | ------ |
| 29 359 | 28 998 | 27 385 | 25 885 | 22 943 | 20 527 | 18 641 |